# Orliwka (hromada Nowohrodiwka)
Orliwka (ukr. Орлівка) – wieś na Ukrainie, w obwodzie donieckim, w rejonie pokrowskim, w hromadzie Nowohrodiwka. W 2001 liczyła 297 mieszkańców.